# Rommehed
Rommehed är ett tidigare exercisfält för Dalregementet som nu är ett naturreservat i Romme i Borlänge kommun i Dalarnas län.
Området är naturskyddat sedan 1977 och är 6 hektar stort. Reservatet består av det gamla exercisfältet och stäppliknande vegetation på den sandiga jorden som utgör en del av Badelundaåsen.